# Albert Hamilton Gordon
Albert Hamilton Gordon (* 21. Juli 1901 in Scituate, Plymouth County, Massachusetts; † 1. Mai 2009 in New York City) war ein US-amerikanischer Unternehmer und Wirtschaftswissenschaftler.

## Kurzbiografie
Albert Gordon besuchte bis 1919 die Roxbury Latin School, an der er 1940 zum Kurator bestellt wurde. Im Jahr 1925 erwarb er einen Abschluss an der Harvard Business School. Er ging an die Wall Street und war bei Goldman Sachs tätig. 1930 schloss er sein Studium an der Harvard Business School ab. Im Jahr 1931 übernahm er mit zwei Partnern das Finanzunternehmen Kidder, Peabody & Co. und leitete es bis zum Verkauf an General Electric im Jahr 1986.
Nach ihm ist die Gordon-Formel zur Berechnung des Barwertes einer Aktie oder Unternehmens bei steigenden Dividenden benannt.